# Doro Léléwa (N’Guigmi)
Doro Léléwa (auch Doroléléwa) ist ein Dorf in der Stadtgemeinde N’Guigmi in Niger.

## Geographie
Das von einem traditionellen Ortsvorsteher (chef traditionnel) geleitete Dorf liegt rund 40 Kilometer südöstlich des urbanen Zentrums von N’Guigmi, das zum gleichnamigen Departement N’Guigmi in der Region Diffa gehört. Es befindet sich auf einer Insel im Tschadsee. Bei niedrigem Wasserstand ist das umliegende Land ohne Boote erreichbar.
Doro Léléwa ist Teil der Übergangszone zwischen Sahara und Sahel. Die durchschnittliche jährliche Niederschlagsmenge beträgt hier zwischen 200 und 300 mm.

## Geschichte
In Doro Léléwa fand 2007 eine Zeremonie statt, bei der etwa 105 junge Männer aus der Region Diffa freiwillig ihre Waffen und Munition übergaben. Die Veranstaltung in Anwesenheit des Ministers Issa Lamine fand statt, nachdem der Staatspräsident Mamadou Tandja zu Frieden im Land aufgerufen hatte.
Die gesamte Region geriet wenige Jahre später ins Fadenkreuz der Terrorgruppe Boko Haram aus dem Nachbarland Nigeria. Im Jahr 2015 kam es zu einer panikartigen Flucht von anderen Tschadsee-Inseln über Doro Léléwa in das Stadtzentrum von N’Guigmi, nach Bosso, Barwa und andere Orte, wobei die fliehenden Menschen ihr Hab und Gut im Wert von mehreren Milliarden CFA-Francs in Doro Léléwa zurückließen. Ein Stützpunkt von Boko Haram in Doro Léléwa wurde am 29. März 2020 bei einem Luftangriff der Streitkräfte Nigers bombardiert.

## Bevölkerung
Bei der Volkszählung 2012 hatte Doro Léléwa 556 Einwohner, die in 115 Haushalten lebten.

## Kultur
Ein Track auf dem 2009 erschienenen Album Introducing Mamane Barka des Musikers Mamane Barka trägt den Titel Doro Léléwa.

## Wirtschaft und Infrastruktur
Doro Léléwa gehört neben den Dörfern Barwa, Blatoungour und Gadira zu den wichtigsten Anlegestellen für die Fischerei am Tschadsee in Niger. Über Doro Léléwa ist der Zugang zu rund zwanzig weiteren Inseln möglich. Es wird ein Wochenmarkt im Dorf abgehalten. Der Markttag ist Montag. Es gibt eine Schule im Ort.